# Hoogovenstoernooi 1966
Het Hoogovenstoernooi 1966 was een schaaktoernooi dat plaatsvond in het Nederlandse Beverwijk. Het werd gewonnen door Lev Poloegajevski.

## Eindstand
| Nr.    | Speler              | Punten |
| ------ | ------------------- | ------ |
| Goud   | Lev Poloegajevski   | 11½    |
| Zilver | László Szabó        | 11     |
| Brons  | István Bilek        | 10½    |
| 4      | Borislav Ivkov      | 10     |
| 5      | Iivo Nei            | 8½     |
| 6      | Kick Langeweg       | 8      |
| 7      | Miroslav Filip      | 7½     |
| 8      | Carel van den Berg  | 7      |
| 8      | Johannes Donner     | 7      |
| 10     | Mato Damjanović     | 6½     |
| 11     | Frans Kuijpers      | 6      |
| 11     | Moshe Czerniak      | 6      |
| 11     | Milko Bobotsov      | 6      |
| 14     | Arovah Bachtiar     | 5½     |
| 15     | Theo van Scheltinga | 5      |
| 16     | Heinz Lehmann       | 4      |